# Bionectria epichloe
Espèce
Bionectria epichloe  (ou Bionectria epichloë) est une espèce de champignons ascomycètes de la famille des Bionectriaceae.